# تخلیه تالین توسط شوروی
تخلیه تالین توسط شوروی (انگلیسی: Soviet evacuation of Tallinn) عملیات شوروی برای تخلیه ۱۹۰ کشتی ناوگان بالتیک، واحدهای ارتش سرخ و غیرنظامیان طرفدار شوروی از پایگاه اصلی محاصره شده در تالین در استونی تحت اشغال شوروی، در اوت ۱۹۴۱ بود. در نزدیکی شبه جزیره جومیندا ناوگان شوروی به میدان مینی که توسط نیروی دریایی فنلاند و آلمان گذاشته شده بود برخورد کرد و بارها مورد حمله هواپیماها و قایق‌های اژدر قرار گرفت و متحمل خسارات فراوان شد.